# Grauspitz
De Grauspitz is met 2599 meter de hoogste berg van Liechtenstein.
Deze berg heeft een dubbele spits, de Hintergrauspitz (2574m) en de Vordergrauspitz (2599m). Hij behoort tot het Rätikon-massief.